# Erbiumsulfid
Erbium(III)-sulfid (Er2S3) ist eine chemische Verbindung des Erbiums aus der Gruppe der Sulfide und ein hellbraunes oder rotbraunes, moderat wasserlösliches Pulver mit einem Geruch nach faulen Eiern. Neben Er2S3 sind mit ErS, Er5S7 und ErS2 noch weitere Erbiumsulfide bekannt.

## Gewinnung und Darstellung
Erbiumsulfid kann durch Reaktion von Erbiumoxid in einem Strom von Argon und Schwefelwasserstoff bei 1773 K hergestellt werden.
Auch die Gewinnung direkt aus den Elementen Erbium und Schwefel ist möglich.

## Eigenschaften
δ-Erbiumsulfid kristallisiert in einer monoklinen Kristallstruktur mit der Raumgruppe P21/m (Raumgruppen-Nr. 11) mit Z = 2. Die zweite Modifikation ist eine Hochdruckphase mit einer Struktur vom Typ U2S3-Typ (U-Er2S3), die eine orthorhombische Kristallstruktur mit der Raumgruppe Pnma (Raumgruppen-Nr. 62) hat. Daneben ist eine Erbiumsulfidphase bekannt mit einer kubischen Kristallstruktur mit der Raumgruppe Ia3 (Raumgruppen-Nr. 206), Z=16, im sogenannten T-Typ mit Bixbyit-Struktur. Sie entsteht bei Versuchen zur Darstellung von Erbiumbromid-Thioboraten oder Erbiumsulfid-Oxoboraten. Eingeschlossen in Platinampullen bei hohen Temperaturen fielen dabei stets auch Kristalle von T-Er2S3 in Form von rosafarbenen, transparenten, luft- und wasserbeständigen, flächenreichen Polyedern als Nebenprodukt an.